# Armando Esposto
Armando Esposto (20 aprile 1900 – ...) è stato un calciatore italiano, di ruolo centrocampista.

## Carriera
Con il Savona disputa 17 gare nel campionato di Prima Divisione 1922-1923. Nel 1928 viene messo in lista di trasferimento dal Savona.